# Att älska är att leva (1971)
Att älska är att leva (fransk originaltitel: Mourir d'aimer; italienska: Morire d'amore) är en fransk-italiensk dramafilm från 1971 i regi av André Cayatte.

## Handling
Handlingen utspelas under tiden för majrevolten. Filmen skildrar ett autentiskt fall där en lärarinna (Annie Girardot) och hennes elev (Bruno Pradal) utsätts för trakasserier från myndigheterna därför att de blir förälskade i varandra.

## Rollista i urval
- Annie Girardot – Danièle Guénot
- Bruno Pradal – Gérard Leguen
- Claude Cerval – domaren
- François Simon – Gérards far
- Jean-Paul Moulinot – Danièles far